# Синдзюку-гёэн
Синдзюку-гёэн (яп. 新宿御苑; латиница: Shinjuku Gyoen; букв. императорский сад Синдзюку) — большой парк с несколькими садами, расположенный на территории городских районов Синдзюку и Сибуя в Токио, Япония. Находится в ведомстве Министерства охраны окружающей среды. 
Закрытый парк на месте бывшего имения Даймё-Наито был впервые разбит на указанной территории в 1906 году для личного пользования императора. В ходе второй мировой войны парк был практически полностью разрушен. После этого он восстанавливался на протяжении нескольких лет. В 1949 году парк получил статус национального парка и был открыт для посещения. С тех пор он превратился в излюбленное место отдыха для горожан: здесь  гуляют и устраивают пикники. Особенно много людей здесь ранней весной, когда по всему парку цветёт сакура. В этом парке посажено рекордное количество (1 500) деревьев сакуры 75 видов. Таким образом, данный парк является одним из самых известных мест ханами в Токио.
Каждый год в начале апреля по инициативе премьер-министра в парке устраивается праздник любования цветами сакуры. На него бывают приглашены около 10 тысяч человек. Это люди известные в различных областях: политики, литераторы, деятели искусства и спортсмены. Праздник любования хризантемами, организуется министром охраны окружающей среды каждый год с 1 по 15 ноября. Каждый год в октябрьский вечер в парке при свете костра исполняются пьесы театра Но.

## Устройство

План парка.

Площадь парка составляет 53,8 га, а его длина по периметру составляет 3,5 км. На территории Синдзюку-гёэн создано три сада: классический японский, регулярный парк во французском стиле и пейзажный английский.  Японский сад располагается вокруг двух прудов, созданных на одной реке.  На прудах имеются острова, соединенные изящными мостиками. По берегах располагаются павильоны, в том числе и так называемый  "Тайваньский павильон", который был построен специально к свадьбе Императора Сёва. Здесь также имеются  чайный домик и отреставрированная деревянная вилла, датируемая концом XIX века.
В парке есть ворота Синдзюку и Сэндагая.